# Centralelden

Filolaos trodde att Antijorden kretsade runt Centralelden, men inte kunde ses från Jorden. Övre bilden visar Jorden nattetid och den lägre dagtid enligt denna teori.

Centralelden kallades den hypotetiska himlakropp som enligt de gamla grekerna alla himlakroppar i Solsystemet, inklusive Jorden, rörde sig runt. Centralelden antogs dock inte kunna ses från Jorden, som alltid antogs vända undersidan mot den.

### Fotnoter
1. ↑  ”Centralelden”. Nationalencyklopedin. http://www.ne.se/centralelden. Läst 30 september 2014.
2. ↑  Sverker Johansson (5 mars 1995). ”Från ostkupan till den stora smällen”. HLK Jönköping. Arkiverad från originalet den 29 maj 2006. https://web.archive.org/web/20060529133555/http://hem.hj.se/~lsj/astro6.htm. Läst 30 september 2014.